# ادواردو آرویو
ادواردو آرویو رودریگز (زاده ۲۶ فوریه ۱۹۳۷ – درگذشته ۱۴ اکتبر ۲۰۱۸) نقاش و گرافیست اسپانیایی بود. او همچنین به عنوان نویسنده و طراح صحنه فعالیت داشت. آرویو به عنوان یکی از مهم‌ترین حامیان رئالیسم متعهد سیاسی در نظر گرفته می‌شود.

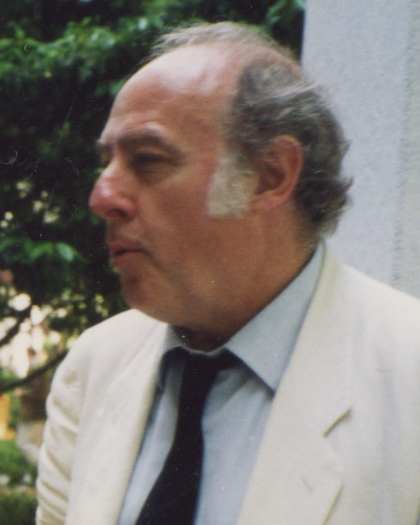